# Maďarské středohoří

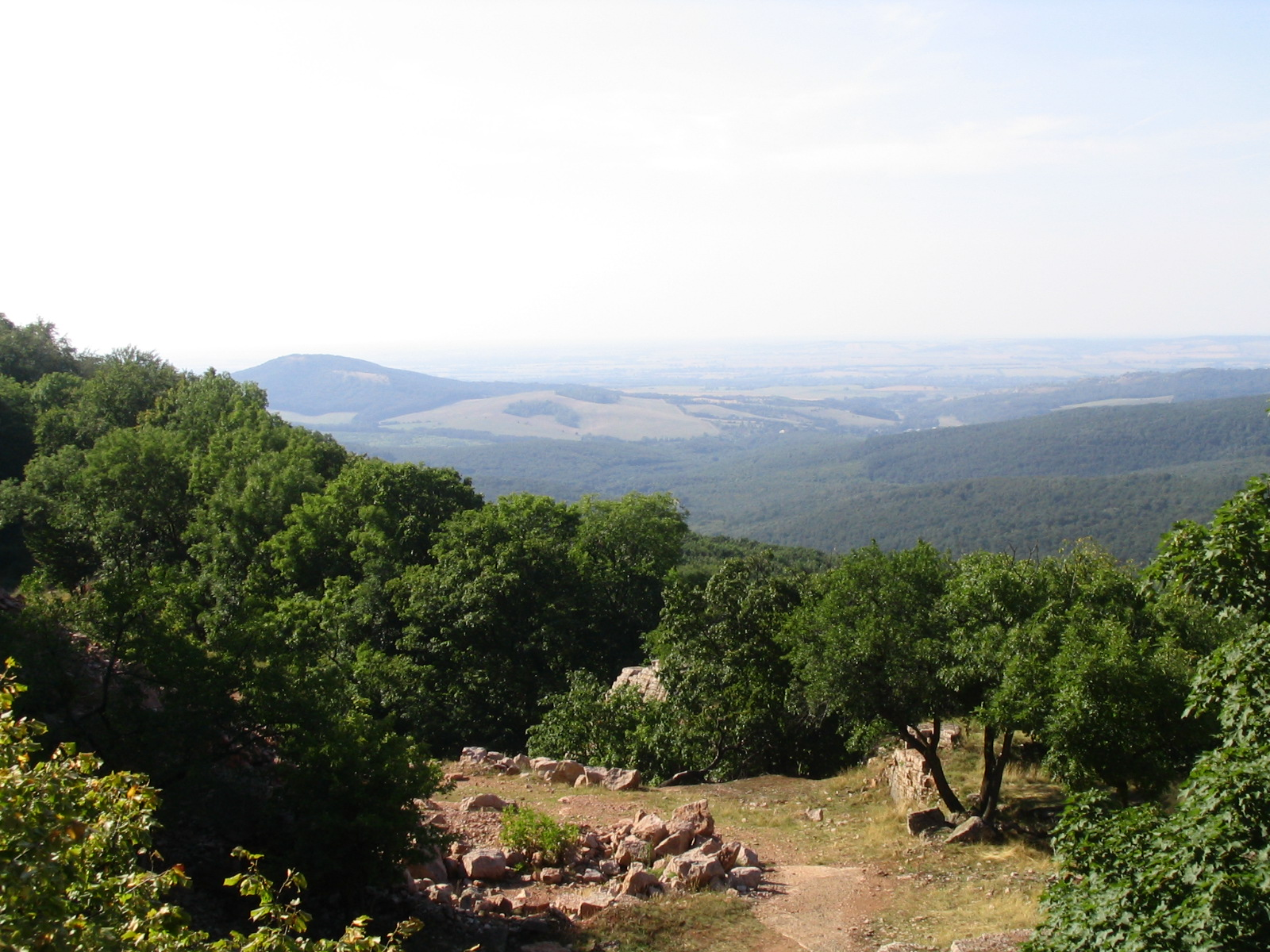
Maďarské středohoří: pohoří Gerecse

Maďarské středohoří (maď. Magyar-középhegység) je souhrnné označení pro Zadunajské středohoří a Severomaďarské středohoří, táhnoucí se jako pás vrchovin ze západu na sever Maďarska (s přesahem na Slovensko). Nejedná se nicméně o geomorfologickou jednotku, neboť Zadunajské středohoří náleží do Panonské pánve a Severomaďarské do Vnitřních Západních Karpat. Oba celky od sebe přibližně odděluje průlomové údolí Dunaje (tzv. Dunajské ohbí).
Maďarské středohoří zahrnuje nejvyšší polohy současného Maďarska (pohoří Mátra) a tvoří v jeho rámci atraktivní, malebnou krajinu zalesněných kopců a vinohradů. Na jeho úpatí leží i hlavní město Budapešť a jezero Balaton. Má význam i jako naleziště nerostných surovin (uhlí, železo, bauxit).